# Капикулу
Капикулу — у Османській імперії — «слуги двору» — девшірме чи раб на державній службі у війську, адміністрації.
Капи-кулу — з кінця 16 ст. нова військова знать Кримського ханату, що вербувалася із черкесів. Ця суспільна верства була створена ханом на противагу родовій кримській знаті. Капи-кулу одержували жалування із ханської казни.